# El vuelo del águila
El vuelo del águila es una telenovela mexicana que se transmitió por El Canal de las Estrellas de Televisa entre 1994 y 1995. Fue protagonizada por los primeros actores Jacqueline Andere y Manuel Ojeda, además de las actuaciones de Fabián Robles, Humberto Zurita, Alma Delfina, Mariana Levy y la primera actriz Patricia Reyes Spíndola.
Es una telenovela histórica producida por Ernesto Alonso y Carlos Sotomayor cuya trama gira en torno al Porfiriato. El historiador Fausto Zerón Medina se basó en algunas memorias sobre Porfirio Díaz para escribir la telenovela.

## Argumento
Un héroe militar llamado Porfirio Díaz Mori nació en Oaxaca a escasos 9 años de la consumación de la Independencia, fue también uno de los estrategas más importantes detrás del derrocamiento del Segundo Imperio Mexicano y la República Restaurada de Juárez. 
Más tarde Díaz intenta llegar al poder varias veces por medio de golpes militares, hasta que una última revolución en 1876 lo llevó a la Presidencia de la República, exceptuando un breve período (1880-1884) con Manuel González, impulsando la industria, el ferrocarril, el telégrafo y los textiles, Porfirio Díaz gobernó hasta 1911.
Después de dominar la política nacional por casi treinta y cinco años, Porfirio Díaz es obligado por parte del revolucionario Francisco I. Madero a renunciar a la presidencia y partir a Europa con su familia. Francia, Alemania, España, Suiza, Italia y Egipto lo reciben con grandes consideraciones, mientras México se convulsiona por los terribles y violentos sucesos de la Decena Trágica y las brasas de la Revolución, todavía candentes, vuelven a propagar su fuego con mayor furia.
Mientras Díaz vive lo suficiente para ver cómo su gestión se deshace y cómo todos los beneficios conseguidos se destruyen por su propia y muy larga permanencia en el poder.

## Temporadas

### El Origen
El 15 de septiembre de 1830 nace en el Mesón de la Soledad el sexto hijo de José Faustino Díaz y Petrona Mori, a quien llaman José de la Cruz Porfirio; su padre dice que quiere que su hijo se dedique al servicio de Dios. 
En 1831 Vicente Guerrero, el último caudillo de la Independencia, es víctima de una emboscada por parte del presidente Anastasio Bustamante donde es capturado y llevado a Oaxaca. José Faustino conoció a don Vicente durante la guerra por lo que siente una gran admiración por él y al enterarse de su prisión en el Convento de Santo Domingo intenta liberarlo en vano, escalando las tapias del convento pero no lo logra y Don Vicente es fusilado el 14 de febrero de 1831 en Cuilapan.
José Faustino administra el mesón y es además herrero, curtidor y tiene una nopalera en donde produce grana cochinilla. Su religiosidad lo lleva a tomar el nombre de José de la Cruz, como era más conocido. José de la Cruz y Petrona habían tenido, además de Porfirio cinco hijos: Desideria, Cayetano, Pablo, Manuela y Nicolasa, pero dos varones murieron en la tierna infancia. Casi tres años después del nacimiento de Porfirio nace Felipe, a quien apodarían "El Chato".
En octubre de 1833 una epidemia de cólera arrasa Oaxaca. José de la Cruz cae enfermo y muere el 18 de octubre, mientras su viuda Petrona lucha para sacar adelante a sus hijos. Alquila a su compadre la herrería que fuera de su marido y vende la nopalera. Después como el mesón ya no le es rentable lo vende y se instala en una propiedad conocida como el Solar del Toronjo, donde Porfirio crece y se divierte junto con su hermano "El Chato", flirtea con las muchachas Damiana y Vicenta e instala junto con su hermano un rústico gimnasio en su casa. 
Bajo la tutela de un pariente, el sacerdote José Agustín Domínguez (que llegará después a ser obispo) ingresa en 1843 al Seminario Tridentino de Oaxaca. Ahí se hace amigo de Justo Benítez. En sus tiempos libres aprende a hacer zapatos y muebles. Mientras la hermana mayor de Porfirio, Desideria se ha casado y su segunda hermana, Manuela es seducida por un rico médico llamado Manuel Ortega, resultando embarazada de una niña que lleva por nombre Delfina. Aunque Porfirio exige al médico que reconozca a su hija, éste se niega. 
"El Chato" ingresa al Colegio Militar en la Ciudad de México, en donde después cambiará su nombre por el de Félix y Porfirio comienza a dar clases de latín a Lupe, que es hijo de don Marcos Pérez, masón, liberal y maestro de derecho en el Instituto de Ciencias de Oaxaca, quien empieza a ejercer una gran influencia sobre Porfirio, haciendo que deje el Seminario e ingrese al Instituto, contrariando a su tío José Agustín quien le retira toda su ayuda. También su amigo Justo Benítez ingresa al Instituto con él. 
En 1854 Porfirio es nombrado bibliotecario del Instituto, lo que mejora su situación económica y conoce a Benito Juárez, mientras el general Antonio López de Santa Anna ha ocupado la presidencia de México once veces y en 1853 se autoproclama “Su Alteza Serenísima” por lo que Marcos Pérez y Porfirio, junto con otro liberal, don Cenobio Márquez, participan en una conspiración contra el gobierno de Santa Anna, que es descubierta por el gobernador de Oaxaca, Ignacio Martínez Pinillos. El gobernador manda encerrar a don Marcos en el convento de Santo Domingo. Porfirio y su hermano "El Chato" escalan la tapia del convento para ver a don Marcos y mantenerlo informado de su proceso. Poco después en una amnistía lo liberan pero es desterrado de Oaxaca. 
Finalmente Juan Álvarez, antiguo lugarteniente de Vicente Guerrero decreta el Plan de Ayutla, desconociendo el gobierno de Santa Anna y Porfirio muestra su adhesión al negarse a firmar a favor de Santa Anna, lo que ocasiona una persecución en su contra por parte de Martínez Pinillos. Refugiándose junto con su amigo Esteban Aragón en la Sierra de Oaxaca en donde inicia su carrera militar al frente de la guerrilla de José María Herrera, derrotando a las tropas santanistas en Teotongo. El 16 de agosto de 1855 Santa Anna abandona el poder y se embarca rumbo al exilio y Porfirio puede regresar. 

### La Guerra
Con el triunfo de la Revolución de Ayutla Juan Álvarez ocupa la presidencia y el gobierno de Oaxaca le otorga a Porfirio la jefatura política del distrito de Ixtlán, en donde permanece por cerca de un año en el cual logra organizar la guardia nacional del distrito. Resulta herido en un costado durante un combate sostenido contra fuerzas conservadoras en Ixcapa. 
"El Chato" milita en el ejército conservador pero al enterarse de que Porfirio fue herido, deserta y se une a él. Porfirio sigue viendo a su inseparable amigo Justo Benítez y se une a la logia masónica. Manuela enferma y muere. Delfina, la hija de Manuela adora a su tío Porfirio. Unos años después, en 1859 muere doña Petrona. 
En 1856 Miguel Lerdo de Tejada, nombrado ministro de Hacienda por Juan Álvarez promulga la Ley Lerdo para la expropiación de los bienes eclesiásticos, con el fin de estimular la economía. Benito Juárez, nombrado ministro de Justicia promulga la Ley Juárez que suprimía los fueros eclesiásticos y militares en asuntos civiles y el 5 de febrero de 1857 se jura la primera constitución completamente liberal, a la que se agregaron la Ley Juárez y la Ley Lerdo. 
Algunos liberales Valentín Gómez Farías e Ignacio Ramírez El Nigromante juran la Constitución, mientras Juan Álvarez deja la presidencia en manos de su amigo Ignacio Comonfort que asume la presidencia el 1 de diciembre de 1857. El presidente Comonfort no está del todo convencido de las leyes anticlericales de la Constitución y en su carácter de moderado, anhela una conciliación entre conservadores y liberales. Se reúne con Félix Zuloaga y acuerdan dar un golpe de Estado a la Constitución y derogarla.
Los conservadores exigen a Comonfort la renuncia y apoyan a Zuloaga. Los liberales en cambio reconocen a Juárez como presidente legítimo. En Oaxaca Porfirio se une a los liberales para defender al gobierno de Juárez, quien establece la sede de su gobierno en Veracruz. En 1859 Porfirio es enviado a ocupar la comandancia militar del Istmo de Tehuantepec donde conoce a Juana Catalina Romero, la Didjazá, que será el amor de su vida. 
Miguel Miramón sustituye a Zuloaga en la presidencia por el partido conservador y se pone al frente de sus tropas, causando varias derrotas del ejército liberal. Contrata dos fragatas en Cuba para atacar Veracruz, en donde está Juárez. Mientras está en busca del apoyo norteamericano para derrotar a los conservadores, Juárez y su ministro Melchor Ocampo firman un tratado con el ministro norteamericano Robert McLane, que cede a perpetuidad a los Estados Unidos el paso por Istmo de Tehuantepec, lo que pone en riesgo la soberanía nacional. Por fortuna el Senado norteamericano rechaza el tratado pero permite el triunfo liberal. Juárez regresa triunfante a la capital.
Por desacuerdos con Juárez Ocampo se retira de la vida política. Las guerrillas de conservadores, encabezadas por Leonardo Márquez y Tomás Mejía asesinan a varios liberales prominentes: Melchor Ocampo, Santos Degollado y Leandro Valle. 
Porfirio y Justo Benítez son ahora diputados y Porfirio pide permiso a la cámara de diputados para salir a combatir a la guerrilla de Márquez, a quien derrota en Jalatlaco, a las órdenes de Jesús González Ortega. 
Juárez, apoyado por sus ministros Sebastián Lerdo de Tejada, José María Iglesias y Guillermo Prieto deciden la suspensión del pago de la deuda que dejó el gobierno de Miramón con Francia, Inglaterra y España, por lo que estos países deciden la invasión a México. Sin embargo es sólo Francia quien procede a hacerlo junto a un grupo de conservadores encabezados por José María Gutiérrez de Estrada y Juan Nepomuceno Almonte (hijo natural de Morelos) quienes deciden instaurar una monarquía en México, para lo cual serán apoyados por el emperador de los franceses Napoleón III. 
Las tropas francesas, al mando de Charles Ferdinand Latrille conde de Lorençez, llegan a México y atacan Puebla, defendida por las tropas del general Ignacio Zaragoza, entre las que se encuentra Porfirio Díaz y su hermano Félix. El 5 de mayo de 1862 las tropas de Zaragoza derrotan a los franceses y Porfirio defiende el punto llamado La Ladrillera. 
El 8 de septiembre muere Zaragoza, enfermo de fiebre tifoidea y Jesús González Ortega toma el mando del ejército mexicano. Sin embargo un año después, el 18 de mayo de 1863, los franceses al mando del general Elías Forey toman Puebla, haciendo prisioneros a Porfirio y a otros generales como Felipe Berriozábal. Ante la proximidad de los franceses Juárez y sus ministros huyen de la capital.
Porfirio logra evadirse de Puebla y junto con su amigo Manuel González marcha a Oaxaca para formar el Ejército de Oriente. Mientras los conservadores en Europa proponen al archiduque Maximiliano, hermano del emperador de Austria, Francisco José, la corona de México. Tanto su esposa Carlota como su madre, la archiduquesa Sofía presionan a Maximiliano para que acepte la corona de México y acepta mientras el emperador Francisco José I lo obliga a renunciar a sus derechos al trono austriaco.
En México, el obispo Pelagio Antonio de Labastida y Juan Nepomuceno Almonte esperan la llegada de Maximiliano y Carlota que desembarcan en Veracruz el 28 de mayo de 1864. El Mariscal François Achille Bazaine queda al frente de las tropas francesas en México. 
Porfirio obtiene en Oaxaca varias victorias sobre los franceses. Su sobrina Delfina y él sienten atracción mutua. Sin embargo Porfirio vive una aventura con Rafaela Quiñones, quien más adelante tendrá una hija de él, a quien pondrá por nombre Amada. El 9 de febrero después de más de un mes de sitio sobre la ciudad de Oaxaca, Porfirio rinde la plaza a las tropas francesas del general Bazaine y es trasladado a Puebla como prisionero de guerra, en donde encuentra a su amigo Juan de la Luz Enríquez. 
El 20 de septiembre, gracias a las concesiones que tiene con Porfirio el Barón de Cismandia, logra escapar de la prisión en Puebla y reorganiza su ejército, junto con Juan de la Luz Enríquez que también se fuga. 
Debido a lo mucho que le cuesta mantener el ejército en México y a una próxima guerra con Prusia, Napoleón III decide retirar las tropas de México. Las cosas no van bien para el Imperio y el 8 de julio de 1866 Carlota decide marchar a Europa para solicitar ayuda para sostener el Imperio. Napoleón le niega toda ayuda y Carlota pierde la razón. 
Porfirio obtiene sendas victorias sobre los franceses en las batallas de Mihuatlán (3 de octubre de 1866) y La Carbonera (18 de octubre de 1866). 
Miguel Miramón regresa a México y se une a Maximiliano. Maximiliano y Miramón deciden dejar la ciudad de México e ir a Querétaro. Sin embargo son sitiados en esa ciudad por el ejército de Mariano Escobedo. Leonardo Márquez escapa de Querétaro con la intención de apoyar Puebla que está sitiada por Porfirio Díaz. Sin embargo nunca llega a Puebla y se dirige a la Ciudad de México. 
Después de sangrienta batalla, Porfirio toma la ciudad de Puebla el 2 de abril de 1867. En esa batalla su amigo y compadre Manuel González pierde un brazo y su amigo Carlos Pacheco pierde un brazo y una pierna. En San Lorenzo Porfirio derrota a las tropas imperialistas de Márquez el 10 de abril y el 12 pone sitio a la ciudad de México. Ordena a Juan de la Luz Enríquez no fusilar a más prisioneros de guerra, lo que molesta a Juárez. 
Mientras sitia la Ciudad de México Porfirio se casa por poder el 15 de abril con su sobrina Delfina, que está en Oaxaca y esta es finalmente reconocida unos días antes por su padre el doctor Manuel Ortega. 
El 15 de mayo, después de 63 días de sitio Mariano Escobedo toma Querétaro y aprehende a Maximiliano que es fusilado el 19 de junio junto a Miramón y a Tomás Mejía en el Cerro de las Campanas. 
El 21 de junio Porfirio toma pacíficamente la ciudad de México y el 15 de julio Benito Juárez entra en la ciudad de México, siendo recibido por Porfirio Díaz. 

### La Ambición
Porfirio organiza una entrada triunfal para el presidente Juárez, sin embargo este se muestra enfadado con él debido a ciertas libertades que se tomó, como dejar libre al cónsul francés sin el consentimiento de Juárez. Porfirio se molesta pues siente que Juárez no le ha agradecido lo suficiente pues fue gracias a él que ganó la guerra contra los franceses.
En las elecciones de 1867, Porfirio se postula como candidato opositor a Juárez y Justo Benítez lo ayuda en su campaña. Juárez triunfa por 7000 votos contra 2000 de Porfirio. Justo es nombrado diputado mientras Porfirio y Delfina regresan a Oaxaca, en donde "El Chato" es gobernador. "El Chato" desafía abiertamente a Porfirio al nombrar como secretario de justicia a un juarista. Para alejarlo de Oaxaca "El Chato" le regala a Porfirio la hacienda de La Noria. El 28 de mayo de 1868 nace el primogénito de Porfirio y Delfina, a quien ponen por nombre Porfirio Germán.
En su hacienda de La Noria, Porfirio se dedica a fabricar su propio arsenal. "El Chato" sube los impuestos de la madera para obtener fondos para el gobierno. Juchitán se rebela en su contra pero "El Chato" encabeza él mismo la tropa para contener a los juchitecos e irrumpe en la iglesia de Juchitán y arremete contra la imagen del santo patrono del lugar, San Vicente de Ferrer.
Por orden de Juárez y con el objeto de sacarlo del país, Matías Romero ofrece a Porfirio un puesto en Washington D. C., mismo que Porfirio rechaza. El 19 de diciembre de 1869 nace Camilo, segundo hijo de Porfirio y Delfina. El niño muere a los cuatro meses de una congestión cerebral. Pocos días después muere Porfirito del mismo mal quedando devastado. 
Porfirio vuelve a encontrar a Rafaela Quiñones y a su hija Amada y pide a Delfina que permita que Amada viva con ellos, pero ella se niega. En 1871 Sebastián Lerdo de Tejada y Manuel Romero Rubio no desean que Juárez se reelija como presidente. Lerdo quiere contender a la presidencia de la República y el 2 de enero de 1871 muere la primera dama Margarita Maza.
En mayo nace Luz, hija de Porfirio y Delfina. Manuel Romero Rubio está casado con Agustina Castelló y es padre de las niñas Luisa, Carmelita y Sofía. Juárez resulta elegido por el Congreso como presidente otra vez. Porfirio y "El Chato" promulgan el Plan de La Noria por el que desconocen el gobierno de Juárez y se levantan en armas, pero Juárez ordena al general Ignacio Mejía sofocar la revuelta y Porfirio tiene que esconderse. "El Chato" debe huir de Oaxaca y viaja a Puerto Ángel con la intención de huir en un barco a Panamá, pero es alcanzado por los juchitecos que buscan vengarse por los agravios cometidos en Juchitán y lo linchan el 23 de enero de 1872. 
Porfirio mientras tanto, sigue planeando levantarse en contra de Juárez. Sin embargo éste muere tranquilamente el 18 de julio y Lerdo ocupa la presidencia de manera interina. Lerdo decreta la amnistía para Porfirio y sus seguidores. En octubre se llevan a cabo las elecciones, contendiendo Porfirio contra Lerdo, venciendo este a Porfirio con 9,000 votos contra 600. 
El 2 de septiembre muere Luz, la pequeña hija de Porfirio y Delfina, de poco más de un año de edad. Porfirio regresa a Oaxaca y se entera de la muerte de su hija. Delfina y Porfirio están sin un centavo. Ante una oferta de Juan de la Luz Enríquez, Porfirio se va a trabajar a una finca en Tlacotalpan. 
En Tlacotalpan se establece en la finca La Candelaria, la cual trabaja hasta que logra comprársela a Enríquez. En 1874 es elegido nuevamente diputado y en 1875 nace su hija Luz, su quinta hija la cual sobrevive finalmente. 
Ante la inminente reelección de Lerdo Porfirio y sus seguidores, entre ellos Justo Benítez, Manuel González y Jerónimo Treviño promulgan el Plan de Tuxtepec y se levantan en armas contra el gobierno. Porfirio es derrotado en Tampico y en Icamole, Coahuila por las fuerzas lerdistas de Mariano Escobedo, lo que le da el sobrenombre de “El Llorón de Icamole”. Se ve obligado a huir a Estados Unidos. Meses después regresa a Oaxaca, en donde nuevamente se levanta en armas contra el gobierno. 
Finalmente el presidente de la Suprema Corte de Justicia, José María Iglesias, antiguo compañero de Juárez y de Lerdo, desconoce el gobierno de Lerdo, con el fin de llegar a la presidencia de la República, siendo apoyado por el antiguo compañero de Porfirio, Felipe Berriozábal. Porfirio se niega a pactar con ellos. 
Apoyado por su compadre Manuel González, Porfirio derrota a las fuerzas lerdistas en Tecoac, el 16 de noviembre de 1876 y entra triunfante a la capital el 21 de noviembre. Lerdo y Manuel Romero Rubio huyen del país. El 28 de noviembre Porfirio Díaz asume la presidencia de la República y se congracia con el clero y con los Estados Unidos al invitarlos a invertir en México. 

### El Poder
Al sentirse enferma, Rafaela Quiñones manda a su hija Amada a vivir con su padre. Porfirio ordena modificar la Constitución para apoyar la no reelección pero solamente cuando sea inmediata. Mariano Escobedo intenta restaurar a Lerdo en la presidencia pero es derrotado y Porfirio lo perdona.
En 1879 estalla una rebelión en contra del gobierno de Porfirio debido a las medidas tomadas en el comercio. Porfirio ordena al gobernador Luis Mier y Terán que los mate en caliente. Los rebeldes son fusilados sin juicio previo y Delfina se lo reprocha a Porfirio. 
Al punto de terminar el periodo presidencial de Porfirio, a principios de 1880 sus amigos Justo Benítez y Manuel González se preguntan quien será el elegido para sustituirlo. El elegido es Manuel González quien se compromete a regresarle la presidencia en cuatro años, mientras Delfina muere al dar a luz el 3 de abril de 1880 y la recién nacida muere también. 
Manuel Romero Rubio y su familia regresan a México. Agustina, su esposa piensa que una de sus tres hijas podrías ser la próxima esposa de Porfirio. En un baile del embajador Foster, Porfirio conoce a las tres hijas de Romero Rubio y queda prendado de la segunda de ellas: Carmen. Manuel González triunfa en las elecciones presidenciales, tomando posesión el 1 de diciembre de 1880 y Porfirio se hace cargo de la Secretaría de Fomento. 
El 5 de noviembre de 1881, Porfirio se casa con Carmen Romero Rubio y Manuel González continúa con la obra iniciada por Porfirio, éste inicia una campaña de desprestigio contra su compadre y tiene varios desacuerdos con él. Se dice que González es un pelele de Díaz. Porfirio ocupa la gobernatura de Oaxaca de 1881 a 1882. Su compadre Carlos Pacheco, quien perdiera un brazo y una pierna en la batalla del 2 de abril se mantiene cerca de Porfirio para obtener beneficios en su próximo periodo presidencial. 
Porfirio Díaz es reelecto presidente el 1 de diciembre de 1884. Porfirio toma protesta como presidente de la República. En su gabinete están su suegro Manuel Romero Rubio, Secretario de Gobernación y su compadre Carlos Pacheco, Secretario de Guerra y Marina así como Manuel Dublán, Secretario de Hacienda. A Manuel González le da la gobernatura de Guanajuato. Porfirio dice que Manuel González le entregó el país en quiebra y se inicia una campaña de desprestigio en contra de González.
Amada, la hija de Porfirio es amiga de Virginia, la hija de Carlos Pacheco, quien se queja de que todo lo malo que ocurre en el país se lo achacan a su padre. Fernando González, hijo de Manuel pretende a Amada, pero el distanciamiento entre los padres de ambos separa a la pareja lo que aprovecha Ignacio de la Torre, hijo de buena familia y propietario de la hacienda más productiva del Estado de México.
Porfirio toma todas las decisiones en el país pero se escuda en su gabinete para salir limpio de cualquier responsabilidad que recae en sus ministros. Todas las decisiones importantes aparentemente son tomadas por su Secretario de Hacienda y suegro, Manuel Romero Rubio aunque es él en realidad quien decide todo. Sigue fomentándose la inversión extranjera y ordena a Manuel Dublán hacer un plan económico para fortalecer la economía del país.
Porfirio pone y quita gobernadores a su conveniencia, entre ellos quita a Genaro Garza Galán como gobernador de Nuevo León, para poner al cacique Bernardo Reyes mientras Manuel González, a través del Congreso de Guanajuato propone una iniciativa de ley para modificar la constitución en el artículo referente a la reelección presidencial con un intervalo de cuatro años y legalizar la reelección inmediata. 
Amada termina definitivamente con Fernando y se casa con Ignacio el 16 de enero de 1888. Más tarde Porfirio se entera de la conducta escandalosa de Ignacio, que visita burdeles de hombres y orgías homosexuales. 
Inicia la revuelta de los yaquis exigiendo recuperar las tierras que les expropió el gobierno y en 1891 Carlos Pacheco renuncia a la Secretaría de Guerra y Marina. Porfirio integra con bandoleros el cuerpo de rurales y ese mismo año mueren subsecuentemente Carlos Pacheco y Manuel Dublán.
El 25 de octubre el ejército sofoca la revuelta en el pueblo de Tomochic, incendiando la iglesia en donde se refugia la gente. Manuel González Cosío es nombrado secretario de Comunicaciones y Transportes y firma un convenio con una compañía extranjera para concesionar el tendido de la red de ferrocarriles en México. Aunque se dice que el tendido de vías no es otra cosa que una faramalla para encubrir la explotación del petróleo por compañías extranjeras.
Ignacio de la Torre es detenido por la policía junto con un grupo de homosexuales que festejaban en una orgía. Don Porfirio ordena a Manuel Romero Rubio evitar al escándalo y un joven José Yves Limantour es nombrado oficial mayor de Hacienda en 1892. 
Ignacio de la Torre lanza su candidatura a la gobernatura del Estado de México, sin embargo a pesar de la intercesión de Amada, Don Porfirio apoya la reelección de José Vicente Villada. En 1892 Porfirio Díaz es electo por tercera ocasión como presidente de la República y en febrero de 1893 Limantour es nombrado Ministro de Hacienda, en sustitución de Matías Romero.
El 3 de octubre de 1895 muere Manuel Romero Rubio, secretario de Gobernación y suegro de Don Porfirio. Lo sustituye en el cargo Manuel González Cosío. Don Porfirio por esas fechas ordena la creación de un diario que disemine entre la población los logros de su gobierno: El Imparcial.
La Cámara de Diputados erigida en Colegio Electoral, declara presidente de México a Porfirio Díaz por cuarta ocasión para el periodo 1896-1900, lo cual hace que Ricardo Flores Magón y su hermano Jesús se quejen de que los periódico sobre todo El Imparcial adulen a Don Porfirio y lo consideren el único hombre capaz de gobernar México.
A pesar de las pugnas internas entre varios ministros se firma un acta de adhesión a favor de la reelección de Don Porfirio con excepción de Don Justo Sierra, Presidente de la Suprema Corte de Justicia.

### El Derrumbe
Don Porfirio amanece enfermo y todos entran en pánico, tanto la gente como su gabinete y su familia. La Bolsa de Valores va a la baja debido a la enfermedad del presidente pero aún así el 1 de diciembre de 1900 Don Porfirio comienza su quinto periodo presidencial. Ramón Corral es ahora secretario de Gobernación, Bernardo Reyes, secretario de Guerra y Marina, José Yves Limantour, secretario de Hacienda y Justo Sierra, secretario de Instrucción Pública y Bellas Artes. 
Porfirio, hijo de Don Porfirio y de su primera esposa Delfina Ortega pertenece al Estado Mayor de su padre y está casado con Luisa Raygosa, con quien tendrá siete hijos: Porfirio, Lila, Genaro, Ignacio, José, Luis y Manuel. 
En Yucatán estalla una revuelta de los mayas a causa de la propiedad de la tierra que los hacendados quieren conservar para el cultivo del henequén. Lo mismo sucede en Sonora con los yaquis. Ambas revueltas son sometidas por la fuerza y los indígenas asesinados, mientras los hermanos Ricardo y Enrique Flores Magón, junto con otros liberales como Antonio Díaz Soto y Gama y Camilo Arriaga forman clubes liberales de oposición y publican el periódico Regeneración. Ricardo y Enrique son llevados a la Cárcel de Belén en México, mientras sus compañeros son arrestados en San Luis y la imprenta en donde imprimen el periódico es destruida. 
Hay diferencias entre Limantour, el brazo económico de Don Porfirio y Bernardo Reyes, su brazo militar. Limantour tiene celos de Reyes porque este se ha destacado en someter las rebeliones yaqui y maya, y en apaciguar a los magonistas. Por lo que se le imputa a Bernardo Reyes una campaña de desprestigio contra Limantour. Mientras Félix Díaz, sobrino de Don Porfirio e hijo de su hermano "El Chato", es nombrado teniente coronel. 
Ricardo Flores Magón sale de la cárcel e inicia un nuevo periódico, El Hijo del Ahuizote. En diciembre de 1901 Bernardo Reyes renuncia a la Secretaría de Guerra por los cargos de desprestigio contra Limantour que se le imputan. Es sustituido por Manuel González Cosío. El 2 de abril de 1902 Don Porfirio rinde su informe y anuncia su intención de reelegirse ese año. Los hermanos Flores Magón realizan una manifestación que es reprimida brutalmente y son nuevamente encarcelados. 
La Cámara autoriza la extensión del periodo presidencial a seis años y el nombramiento de un vicepresidente. El elegido es Ramón Corral. En diciembre de 1904 Don Porfirio es reelecto presidente. Mientras en Coahuila Francisco I. Madero, miembro de una de las familias más ricas del estado ayuda a los enfermos pobres con medicina homeopática y está contra la política de Don Porfirio. Mientras su abuelo don Evaristo y su padre Don Francisco se oponen a sus ideas políticas, su hermano Gustavo lo apoya apasionadamente. 
Madero entonces forma un club liberal para participar en las elecciones municipales de San Pedro de las Colonias, Coahuila y exige se respeten los votos, pero los candidatos del gobierno no respetan los resultados y el ejército reprime las protestas mientras Don Porfirio inaugura el ferrocarril del Istmo. 
Desde Estados Unidos los Flores Magón continúan trabajando en contra del gobierno de Díaz, organizando levantamientos armados que son sofocados. Madero sin embargo desaprueba el proceder de estos grupos. Él está en contra de la violencia armada. 
En junio de 1906 estalla la Huelga de Cananea, instigada por grupos magonistas, descontentos por los bajos salarios de los obreros mexicanos en comparación con los salarios a empleados extranjeros. Don Porfirio ordena a Manuel González Cosío controlar la situación, mientras Izabal, gobernador de Sonora permite la entrada a México de tropas norteamericanas que sofocan brutalmente la huelga, lo cual hace que Don Porfirio nombre a Enrique Creel, embajador de México en Washington y su agente para acabar con los Flores Magón en Estados Unidos.
Grupos magonistas se levantan en armas en Acayucan, Veracruz pero fracasan y en octubre estalla la Huelga de Río Blanco que es también brutalmente reprimida. Un joven bolero es reclutado por la leva y muerto durante una combate. 
En 1909 Madero escribe el libro La sucesión presidencial y envía un ejemplar al propio Don Porfirio, quien sarcásticamente hablando dice que es lo que no dice el libro. Don Porfirio es lanzado como candidato por el Partido Reeleccionista para las elecciones de 1910 y Madero inicia entonces una campaña antirreeleccionista y en Monterrey arremete contra Bernardo Reyes, gobernador del estado y que se vislumbra como candidato a la presidencia. Para quitar a Reyes del camino Don Porfirio lo envía a estudiar tácticas militares a Europa; sin embargo los adeptos a Reyes se unen al maderismo. En sus discursos Madero menciona que ante el poder absoluto del general Díaz, mi candidatura levanta la bandera de la democracia defendiendo el derecho del pueblo a elegir libremente a sus gobernantes. Seguidamente, resonaron entonces las aclamaciones por parte de los asistentes al mitin: ¡Viva Madero presidente! ¡Muera Porfirio Díaz! ¡Muera la dictadura! ¡Muera la tiranía!
En abril de 1910 Madero se entrevista con Don Porfirio. Don Porfirio piensa de Don Panchito que es un idealista peligroso. Madero piensa en cambio que Don Porfirio es un anciano, un gigante con pies de barro.
El Partido Antirreeleccionista lanza a Madero como su candidato a la presidencia de la República, donde lo acompañan en su campaña Aquiles Serdán y José María Pino Suárez. 
Junio de 1910, Monterrey, Nuevo León. El candidato del Partido Nacional Antirreeleccionista a la presidencia de la República, Francisco I. Madero, en compañía de su esposa Sara Pérez se hallaba en medio de su gira electoral, pronunciado un discurso en la estación ferrocarrilera del Golfo ante una multitud de alrededor diez mil personas que se agolpaban para saludarlo. En su discurso incendiario Madero señaló que todos los mexicanos debían comprender el peligro que representaba seguir dejando el poder en manos del hombre que lo llevaba ostentando treinta años, es decir el general Porfirio Díaz, el casi eterno dictador. Expresó también que no era lógico esperar a que el hombre que había hecho uso por tanto tiempo del poder absoluto se inclinara en forma respetuosa ante la Cámara de Representantes y acatara la voluntad del pueblo. El convencido demócrata hizo una comparativa al poder absoluto de don Porfirio con la extensión imperialista y colonialista en otras partes del mundo, por ejemplo India e Indochina, que estaban bajo protectorados europeos. Madero señaló que el rico y antipático vicepresidente Ramón Corral, quien era conocido por sus cruentos métodos de represión hacia los indígenas yaquis en Sonora en el poder sería mucho más déspota de lo que había sido el propio general Díaz. Doña Sara, la fiel compañera de Madero se veía algo intranquila. Temía que en cualquier momento pasara algo. El general Benjamín Hill, a quien Madero designó para que se hiciera cargo de su seguridad en la campaña trataba de tranquilizar a la esposa del prócer de la democracia, lo mismo que el licenciado Roque Estrada Reynoso, quien había permanecido junto a Madero durante lo que iba de su gira electoral. Al concluir tan emotivo discurso tomado del brazo de su esposa, se dispuso a subir a su automóvil. Mientras tanto fue seguido por un gran número de personas. Las calles se veían saturadas de seguidores que aclamaban a Madero como su futuro presidente. Algunas voces pidieron que siguiera hablando y cuando Madero accedió la Gendarmería intentó detenerlo de manera arbitraria. Esta táctica fue utilizada para impedir su participación en el proceso electoral. Sin embargo gracias a la intervención del licenciado Roque Estrada, así como de un grupo de antirreeleccionistas quienes manifestaron su descontento con que se impidiera que un ciudadano se expresara libremente el intento de la policía local se vio frustrado. Inesperadamente la Gendarmería montada bajo el mando del general Modelo Zaragoza, jefe de la policía arbitrariamente dispersó el mitin a punta de sable. Los concurrentes al acto que estaba siendo disuelto violentamente huían despavoridos. Sara aconsejo a su marido que mejor se fueran, que sin hacer ruido abordaran un vagón de ferrocarril y así abandonaran la ciudad. Intentaron sin éxito escapar del lugar. Bruscamente dos gendarmes los atraparon por la espalda. Uno de ellos macana en mano, tomó a Madero con fuerza del brazo izquierdo. Sara le exigió que lo soltara al mismo tiempo en que se aferraba a su amado Pancho tomándolo por el brazo derecho. Seguidamente otro gendarme trató de apartar a doña Sara del prisionero, a lo que Madero le gritó que no tocara a su esposa. Al final la Gendarmería se llevó a Madero detenido, mientras alegaba que lo que se estaba haciendo en su contra era anticonstitucional. Su abnegada esposa no quiso separase de él ya que temía que en cualquier momento se le aplicase la célebre ley fuga de la época.
En junio Madero es aprehendido en Monterrey por la policía de Don Porfirio, comandada por su sobrino Félix Díaz y es trasladado a San Luis Potosí. Se llevan a cabo las elecciones y Don Porfirio, quien pide que Madero y su esposa, a quien ordenó que dejaran en libertad, sin mencionar que no quiso separarse de su marido, sean llevados a San Luis Potosí, resulta de nuevo triunfador. Madero, al igual que Roque Estrada, es liberado pero no se le permite abandonar San Luis Potosí; asegurando éste que hubo fraude electoral. Benjamín Hill menciona que sus compañeros fueron casados por todo el país e incluso los prisiones de San Juan de Ulúa fueron masacrados.
Don Porfirio celebra las fiestas del centenario de la Independencia. El gobierno de España regresa el uniforme de Morelos como regalo por el centenario y se inaugura la Columna de la Independencia. El gobierno de Francia regresa las llaves de la ciudad de México, que fueran entregadas al General Elías Forey durante la Intervención Francesa pero pasando esto en octubre, Madero junto con Roque Estrada huye de San Luis Potosí a San Antonio donde promulga el Plan de San Luis en el cual se desconoce el gobierno de Díaz y se invita al pueblo a tomar las armas el 20 de noviembre.
Ramón Corral pide permiso de ausentarse de su cargo y viajar a Europa pues padece una enfermedad. Los hermanos Serdán, Aquiles y Carmen junto con otros correligionarios maderistas combaten a la policía de la ciudad de Puebla, siendo el primer brote revolucionario. En la mañana del 18 de noviembre treinta policías al mando del general Miguel Cabrera pretenden penetrar por fuerza a la casa de los Serdán. Los soldados entran en la casa y Aquiles se esconde en un sótano, pero es descubierto y asesinado. 
El 20 de noviembre algunos grupos maderistas, no muy numerosos se levantan en armas contra el gobierno en distintos puntos del país y en enero de 1911 la revolución promovida por Madero se ha extendido por todo el país. El gabinete de Don Porfirio renuncia excepto Limantour, quien sugiere llamar a Bernardo Reyes para formar un nuevo gabinete.
Madero le propone a Don Porfirio detener la lucha si renuncia al poder y deja un interino pero su seguidor Don Venustiano Carranza está en desacuerdo con Madero, pues piensa que a partir del levantamiento se debe tomar la presidencia y no solo convocar a unas elecciones. Presionado Don Porfirio firma su renuncia el 25 de mayo de 1911.

### El Destierro
El 26 de mayo de 1911 Don Porfirio sale de México con destino a Veracruz, escoltado por el general Victoriano Huerta y el coronel Joaquín Chicarro. El convoy que lo lleva es asaltado por unos bandoleros que son repelidos por la tropa.
El 26 de mayo toma protesta como presidente interino Francisco León de la Barra. El 31 de mayo aborda el barco Ypiranga, que lo llevará al exilio. Lo acompañan Carmelita, su hijo Firio y su familia, las hermanas de Carmelita, Luisa y Sofía y el marido de ésta, Lorenzo Elízaga. Amada y su marido Ignacio permanecen en México así como Luz, la otra hija de Don Porfirio.
El 7 de junio Madero hace su entrada triunfal a la Ciudad de México y promulga el desarme de tropas revolucionarias. Al mismo tiempo la capital fue sacudida en la madrugada por un terremoto. Don Porfirio se entera de todo ello ya en el barco.
En La Coruña Don Porfirio es recibido con manifestaciones adversas y el Marqués de Polavieja le presenta disculpas en nombre del rey Alfonso XIII. El 20 de junio la familia Díaz llega al puerto de La Havre. Emiliano Zapata se niega a acatar las ordenes de Madero y le reclama que no se hayan cumplido las promesas del Plan de San Luis de repartir la tierra a los campesinos y que él no haya sido nombrado presidente, también pide que cese el hostigamiento de las tropas federales contra su gente y Madero promete hablar con el presidente Francisco León de la Barra.
En julio de 1911 Don Porfirio visita Los Inválidos en París y recibe el homenaje de viejos soldados franceses contra los que combatió durante la Intervención. Uno de ellos, el general Niox, pone en sus manos la espada de Napoleón.
Mientras tanto en México, en el estado de Morelos Victoriano Huerta sigue hostigando a la gente de Zapata y León de la Barra se niega a aceptar las peticiones de Madero. Madero al fin toma protesta como presidente de la República el 6 de noviembre de 1911 pero Zapata, resentido contra Madero se levanta en armas elaborando el Plan de Ayala, en donde lo acusa de traidor por no haber cumplido sus promesas al llegar al poder. Madero pone al general Felipe Ángeles al frente de las acciones militares en Morelos ya que es benévolo y se entiende con Zapata. Ángeles lamenta que Madero haya perdido a un aliado como Zapata.
El 25 de marzo de 1912 Pascual Orozco se levanta en armas contra el gobierno de Madero, quien envía a Huerta a sofocar la revuelta. Poco antes había sido derrotado el general José González Salas a manos de Orozco, por lo que prefirió el suicidio a la deshonra. El vicepresidente José María Pino Suárez advierte a Madero contra las malas intenciones de Huerta, pero Madero, a pesar de las advertencias lo asciende a general de división.
Don Porfirio visita en Madrid al rey Alfonso XIII en abril de 1912 y en julio visita a Don Justo Sierra, que está internado en el Hospital Saint Joseph en París, muriendo el 13 de septiembre en Madrid.
Pancho Villa se une a las tropas de Huerta, en su afán por defender el gobierno de Madero. Sin embargo con el pretexto del robo de una yegua, Huerta lo procesa por insubordinación y ordena su fusilamiento. Pero por orden de Madero sólo es enviado a la Ciudad de México y encarcelado en Santiago Tlatelolco.
Aprovechando los levantamientos de los propios revolucionarios los grupos porfiristas, encabezados por Bernardo Reyes y Félix Díaz también se levantan en armas contra el gobierno de Madero. Las revueltas son sofocadas y Madero perdona la vida tanto de Pascual Orozco como de Félix Díaz (que es enviado a Lecumberri) y de Bernardo Reyes (encerrado, como Villa en Tlatelolco).
El gobierno de Estados Unidos no está muy de acuerdo con la política interna de Madero. Las huelgas, los reclamos por los derechos de los trabajadores y las peticiones de las clases acomodadas de restringir la entrada de capital extranjero afectan a muchas de sus compañías en México, lo que da inició a una campaña contra el gobierno mexicano evidenciada en la prensa estadounidense y en las quejas de su gobierno por la falta de seguridad para sus ciudadanos radicados en México y por una supuesta “discriminación” sufrida por estos y sus empresas. 
El embajador Henry Lane Wilson resentido con Madero, a quien había solicitado un “subsidio económico decoroso” — solicitud que había sido rechazada —contribuye en gran parte a incrementar la presión, difundiendo noticias alarmantes y sugiriendo al presidente William Howard Taft, la necesidad de una intervención armada o incluso derrocar al régimen maderista.
Villa se fuga el 26 de diciembre de 1912 de Santiago Tlatelolco. Mientras, utilizando de pretexto una carta que Don Porfirio envió al primo de Carmelita, Enrique Fernández Castelló en la que decía arrepentirse de no haber sofocado la revolución, se planea una insurrección contra Madero en la que están involucrados el propio Fernández Castelló y el esposo de Amada Díaz, Ignacio de la Torre y en la que planean liberar a Bernardo Reyes. Gustavo Madero y Sara Pérez están consientes de que está en marcha una conspiración en contra de Pancho.
Don Porfirio y su familia viajan a Egipto y a diferentes lugares de Europa. Se mantiene al tanto de los acontecimientos en México y pasa mucho tiempo con su nieta consentida Lila, hija de Firio.
El 9 de febrero de 1913 se subleva Manuel Mondragón, liberando a Bernardo Reyes de Tlatelolco y a Félix Díaz de Lecumberri y toma Palacio Nacional. Sin embargo las tropas fieles a Madero del general Lauro Villar recuperan Palacio Nacional. Al intentar recuperar Palacio Nacional muere Bernardo Reyes y Lauro Villar es herido, siendo Huerta nombrado por Madero para sustituir a Villar.
Mondragón y Díaz tratan de tomar la fortaleza de La Ciudadela. A pesar de la resistencia del comandante de la Ciudadela la fortaleza es entregada a traición por el propio hijo del comandante. Madero es informado en Chapultepec de lo que sucede y junto con Pino Suárez se dirige a Palacio Nacional. Personalmente viaja a Cuernavaca a solicitar el apoyo de la tropa de Felipe Ángeles, que se encontraba combatiendo a Emiliano Zapata.
Huerta sitia la Ciudadela pero no la ataca. El 11 de febrero se entrevista en secreto con Félix Díaz y con Manuel Mondragón, quienes piden para su rendición la renuncia de Madero. Huerta les dice que están en sus manos y que se unirá a ellos si están de acuerdo en nombrarlo a él presidente. El ministro Wilson también apoya a Huerta y pasan días y Huerta no ataca la Ciudadela. 
Gustavo, el hermano del presidente advierte a su hermano que no confía en Huerta. Madero se muestra muy confiado. Poco después Gustavo descubre la traición de Huerta y lo amenaza. Huerta en presencia del intendente Adolfo Bassó, le asegura que en unas horas atacará la Ciudadela y lo invita a almorzar al restaurante Gambrinos en la mañana de 18 de febrero. Sin embargo se trata de una trampa. Gustavo es apresado en el restaurante al mismo tiempo que Madero y Pino Suárez son aprehendidos por el general Aureliano Blanquet en Palacio Nacional. Felipe Ángeles también es aprehendido. 
Gustavo es golpeado y torturado por los soldados de Huerta y uno de ellos le saca su único ojo sano con la punta de una bayoneta. Finalmente es asesinado. Madero y Pino Suárez son detenidos y obligados a renunciar a sus cargos. El ministro del Exterior, Pedro Lascuráin jura como presidente interino y 45 minutos después entrega la presidencia a Victoriano Huerta, que hasta entonces ocupaba el cargo de secretario del Despacho y de Gobernación.
Sara, la esposa de Madero pide al embajador Wilson su intervención para salvar la vida de su esposo. Wilson le responde que Madero cayó por no hacerle caso a él. Manuel Márquez Sterling, embajador de Cuba ofrece asilo político a Madero y a Pino Suárez pero en la noche del 22 de febrero Madero y Pino Suárez son trasladados a la penitenciaría de Lecumberri y asesinados.
Sara Pérez de Madero visita al embajador de Cuba Manuel Márquez Sterling para agradecerle la ayuda que le prestó a su esposo y él le sugiere exiliarse a Cuba.
Don Porfirio recibe en Egipto, poco antes de viajar a Italia, la noticia de la muerte de Madero. La noticia lo sorprende. Al mismo tiempo cree que podrá regresar a su país. Mientras Huerta y sus seguidores pretenden usar el nombre de Porfirio Díaz para que su gobierno sea apoyado por la gente pero en el norte Don Venustiano Carranza desconoce el gobierno de Huerta y se levanta en armas.
En abril de 1913 Amada viaja a París para visitar a su padre y cuando le cuenta que Ignacio su marido, Enrique, el primo de Carmelita y Félix Díaz, sobrino de Don Porfirio estuvieron involucrados en el asesinato de Madero, Don Porfirio se exaspera al pensar que lo pudieran involucrar en ese crimen. Federico Gamboa visita a Don Porfirio para informarle que ha sido nombrado ministro de relaciones Exteriores por el gobierno de Huerta y mostrarle respeto.
Félix Díaz reclama a Huerta no haberlo consultado para nombrar el gabinete y no convocar a elecciones como prometió y Huerta lo ignora. Félix se molesta con Huerta, quien le dice que no hay ningún pacto entre ellos. Huerta, por su parte, tiene problemas con el nuevo presidente de Estados Unidos Woodrow Wilson, quien impone el bloqueo de armas a México. En el norte del país, el general Lucio Blanco, que lucha a las órdenes de Carranza, expropia la hacienda de Los Borregos, propiedad de Félix Díaz. Félix sale de México y visita a su tío en París, quien lo incrimina por haber salido de México.
El 15 de septiembre, Porfirio cumple 83 años de edad. Poco después recibe un ascenso a general de cuerpo de Ejército por parte del presidente Huerta. En enero de 1914 es asesinado Francisco Rincón Gallardo, esposo de Luz, la hija menor de Porfirio, cuando esperaba su noveno hijo, y el 21 de abril desembarcan tropas norteamericanas en Veracruz, debido a que en Tampico unos marinos norteamericanos fueron apresados por el gobierno de Huerta. Porfirio había prometido regresar a México si era agredido por una potencia extranjera, pero ya era demasiado tarde. Huerta y Blanquet, aprovechando el animo popular, militarizan las instituciones civiles y en lugar de mandar a pelear a los reclutas contra los invasores extranjeros los mandan a pelear contra los revolucionarios: Villa, Obregón y Carranza.
El 23 de junio Pancho Villa toma Zacatecas, poniendo fin al huertismo. El 15 de julio Victoriano Huerta renuncia a la presidencia y huye del país junto con Aureliano Blanquet y para el 13 de agosto Álvaro Obregón firma los Tratados de Teoloyucan en donde se entrega la Ciudad de México a Don Venustiano Carranza, mientras en Europa estalla la guerra y Don Porfirio, junto con su hijo Firio sigue con interés su desarrollo. 
En México los carrancistas bajo el mando de Lucio Blanco ocupan las propiedades de los porfiristas que huyeron del país, entre ellas la casa en la calle de la Cadena que era de Don Porfirio. La casa de Joaquín Casasús también es ocupada junto con las propiedades de Ignacio, el marido de Amada quien menciona que él estuvo encarcelado en Lecumberri, de donde Zapata lo sacó y se lo llevó a otra parte.
Hacia marzo de 1915 la salud de Porfirio se ha quebrantado. Amada y Luz reciben una carta en donde su padre les dice que sólo espera morir en México. Amada sabe que no podrá regresar nunca ya que se le acusa de ser el instigador de todo lo sucedido al mismo tiempo que menciona que Huerta, Mondragón, Blanquet, su primo Félix, León de la Barra y como trescientos acusados más serán sometidos a un consejo de Guerra por su participación en el cuartelazo de La Ciudadela. José Yves Limantour y su esposa Marie reciben la noticia de que Porfirio se encuentra grave de salud.
Lila, hija de Firio trata de animarlo, pero Porfirio solamente se la pasa llorando ya que extraña su amada patria. Recuerda su infancia en Oaxaca, su vida en la hacienda de La Noria después de la guerra contra el imperio de Maximiliano y a sus amigos y seres queridos como su madre, Delfina, Justo Sierra y Ramón Corral. Poco antes de que su salud se hubiera quebrantado le comenta a su hijo Firio que esta muy dolido por lo que le había ocurrido a México, “el país se había hundido y el ejército desintegrado, por eso le había escrito a Felipe Ángeles que el ejército vencía al pueblo o el pueblo aniquilaba al ejército”. Porfirio muere el 2 de julio a las 6:30 de la tarde. Su cuerpo es embalsamado y depositado en la iglesia de Saint Honoré l’Eylau. El 27 de septiembre de 1921, los restos de Don Porfirio son trasladados al Cementerio de Montparnasse en París y Carmelita regresa a México hasta 1934.

## Elenco
- Manuel Ojeda - Porfirio Díaz
- Jacqueline Andere - Carmen Romero Rubio
- Humberto Zurita - Porfirio Díaz (joven)
- Mariana Levy - Carmen Romero Rubio (joven)
- Patricia Reyes Spíndola - Petrona Mori
- Ernesto Gómez Cruz - Benito Juárez
- Alma Delfina - Delfina Ortega Díaz
- Gastón Tuset - Mariano Escobedo
- Claudio Brook - Manuel Romero Rubio
- Beatriz Aguirre - Agustina de Romero Rubio
- Irán Eory - Agustina de Romero Rubio (joven)
- Israel Jaitovich - Manuel González (joven)
- Roberto D'Amico - Manuel González (adulto)
- Socorro Bonilla - Margarita Maza de Juárez
- Aarón Hernán - Bernardo Reyes
- Ismael Aguilar - Tomás Mejía
- Isabel Andrade - Desideria Díaz
- Eugenio Cobo - Venustiano Carranza
- Roberto Antúnez - Cenobio Márquez
- Armando Araiza - Bolero
- Roberto Ballesteros - Vicente Guerrero
- Luis Bayardo - Francisco I. Madero
- Óscar Bonfiglio - Gustavo A. Madero
- Diana Bracho - Sara Pérez de Madero
- Raúl Buenfil - Ignacio Zaragoza
- Quintín Bulnes - Henry Lane Wilson
- Juan Carlos Casasola - Francisco Zarco
- Mario Casillas - Carlos Pacheco
- Óscar Castañeda - Emiliano Zapata
- César Castro - Sebastián Lerdo de Tejada
- Ángel Casarín - Adolfo Bassó
- Martha Mariana Castro - Rafaela Quiñones / Justa Saavedra
- Lumi Cavazos - Amada Díaz
- Jorge Celaya - Esteban Aragón
- Uriel Chávez - Homobono
- Juan Carlos Colombo - Melchor Ocampo
- Carlos Corres - Justo Benítez (16 años)
- Constantino Costas - Espinoza / Gorostiza
- Pedro Damián - José María Pino Suárez
- Dulce María - Delfina Ortega (niña)
- Julieta Egurrola - Luisa Romero Rubio
- Humberto Elizondo - Manuel Mondragón
- Jorge Fegan - Francisco Madero Hernández
- José Antonio Ferral - Padre Pardo
- Laura Flores - Emperatriz Carlota Amalia de México
- Esteban Franco - Félix Díaz
- Rocío Gallardo - Damiana
- Juan Pablo Garcíadiego - Luis Mier y Terán
- Fidel Garriga - José María Iglesias
- Jaime Garza - Ricardo Flores Magón
- Salvador Garcini - Francisco Naranjo / Pedro Lascuráin
- Luis Gimeno - Napoleón III
- Magda Giner - María Cañas Buch
- Miguel Gómez Checa - Marcos Pérez
- Carlos González - José de la Cruz Faustino Díaz
- Tomás Goros - Jesús González Ortega
- Salma Hayek - Juana Catalina Romero
- Mel Herrera - Porfirio Díaz Ortega
- Blanca Ireri - Delfina Ortega (9 años)
- José Antonio Iturriaga - Flavio Maldonado
- Luz María Jerez - Doña Inés
- Eduardo Liñán - Aquiles Bazaine
- Luis Xavier - Francisco José I de Austria
- Ángeles Marín - Nicolasa Díaz
- Beatriz Martínez - Archiduquesa Sofía de Baviera
- Justo Martínez - Frédéric Forey
- Mario Iván Martínez - Maximiliano I de México
- Gonzalo Martínez Ortega - Francisco Villa
- Alberto Mayagoitía - Adolfo León Osorio
- Antonio Medellín - Felipe Berriozábal
- Ramón Menéndez - Manuel González de Cosío / José González Salas
- Raúl Meraz - Francisco León de la Barra
- Maristel Molina - Paula de Anda
- Jorge Mondragón - Valentín Gómez Farías
- Roberto Montiel - Dr. Manuel Antonio Ortega
- Óscar Morelli - Ignacio Martínez de Pinillos
- José Luis Moreno López - Ignacio Mejía
- Frank Moro - Lorenzo Elizaga
- Juan Carlos Muñoz - Miguel Miramón
- Miguel Ángel Negrete - Justo Benítez
- Montserrat Ontiveros - Nicolasa Díaz (16 años) / Sofía Romero Rubio
- Claudia Ortega - Manuela Díaz (18 años)
- Polo Ortín - Felipe Ángeles
- Adalberto Parra - Juan Nepomuceno Almonte
- Tito Reséndiz - Ignacio Comonfort
- Bruno Rey - Victoriano Huerta
- Héctor Reynoso - Álvaro Obregón
- Arturo Ríos - Ignacio de la Torre
- Guillermo Rivas - José Lázaro de la Garza y Ballesteros / Esteban Aragón
- Fabián Robles - Porfirio Díaz (15 años)
- Fernando Robles - Juan de la Luz Enríquez Lara / Camilo Arriaga
- Julián Robles - Félix Díaz (15 años)
- Juan Romanca - Guillermo Prieto
- Alejandro Ruiz - Justo Benítez
- Roberto Ruy - Juan
- Héctor Sáez - Jerónimo Treviño
- Polo Salazar - López Lazcano
- Óscar Sánchez - Durán Roa
- Salvador Sánchez - Ignacio Ramírez
- Sergio Sánchez - José Yves Limantour
- Eduardo Santamarina - Dr. Manuel Antonio Ortega (joven)
- Juan Carlos Serrán - Félix Zuloaga / Manuel Márquez Sterling
- Moisés Iván Mora - Víctor Velázquez
- Evangelina Sosa - Delfina Ortega (joven)
- Moisés Suárez - Padre José Agustín Domínguez y Díaz
- Karla Talavera - Desideria Díaz (niña)
- Óscar Traven - Charles Ferdinand Latrille
- Rodolfo Vélez - Evaristo Madero
- Zulema Williams - Vicenta
- Juan Felipe Preciado - Ramón Corral
- Alfredo Sevilla
- Julio Monterde - Enrique Creel
- Sagrario Baena
- René Campero
- Luis Cárdenas
- José Luis Carol
- Uri Chartarifsky - José
- Mario Cid
- Gilberto Compan
- Luis de Alba
- Ricardo de Pascual - Joaquín de la Cantolla y Rico
- Jorge del Campo
- Gerardo del Castillo
- Gustavo del Castillo Negrete - Félix Díaz
- Carmen Delgado
- Eva Díaz
- Joaquín Díaz
- Carlos Durán
- Carlos East - Enrique Flores Magón
- Humberto Enríquez
- Guillermo Iván
- Javier Herranz
- Azela Robinson
- Alfonso Iturralde
- Eduardo López Rojas
- Daniela Castro
- Octavio Menduet - Aureliano Blanquet
- Angelica Rivera
- Antonio Miguel
- Alejandro Montoya
- José María Negri
- Patricia Navidad
- Héctor Parra
- Georgina Pedret
- Carlos Romano
- Elías Rubio
- Javier Sije
- Daniela Romo
- Rocío Sobrado
- Ricardo Sora
- Arturo Peniche
- José Carlos Teruel
- Michel Tessan
- Luis Uribe
- Julio Urreta
- Jesús Vargas
- Jorge Victoria
- Carlos Villarreal
- Darío Vivián

## Equipo de producción
- Historia original: Enrique Krauze, Fausto Zerón Medina
- Adaptación: Liliana Abud, Eduardo Gallegos, Antonio Monsell
- Edición literaria: Tere Medina
- Tema de entrada: Don Porfirio
- Autor: Daniel Catán
- Música original: Daniel Catán
- Narrador: Enrique Rocha
- Asesoría histórica: Carmen Saucedo, Carlos Hernández Serrano
- Escenografía: Isabel Cházaro, Javier Terrazas
- Ambientación: José Luis Garduño, Rafael Brizuela, Patricia de Vicenzo, Antonio Martínez
- Diseño de vestuario: Cristina Sauza, Joelle Launay
- Edición: Eben Ezer Reyna, Marcelino Gómez
- Dirección de acción: Jesús Moreno, Federico Farfán
- Coordinador de producción: Abraham Quintero
- Coordinación artística: Guadalupe Cuevas
- Gerente de producción: Luis Miguel Barona
- Dirección de cámaras: Jesús Acuña Lee, Carlos Guerra Villarreal
- Director adjunto: Claudio Reyes Rubio
- Asistente de producción: Francisco Martínez G.
- Productor asociado: Rafael Urióstegui
- Dirección general: Gonzalo Martínez Ortega, Jorge Fons
- Productor: Carlos Sotomayor
- Productor general: Ernesto Alonso

## Premios y nominaciones

### Premios TVyNovelas 1995
| Categoría                  | Nominado(a)                        | Resultado |
| -------------------------- | ---------------------------------- | --------- |
| Mejor telenovela           | Ernesto Alonso                     | Nominado  |
| Mejor actor protagónico    | Humberto Zurita                    | Ganador   |
| Mejor actor antagónico     | Bruno Rey                          | Nominado  |
| Mejor primera actriz       | Jacqueline Andere                  | Ganadora  |
| Mejor primer actor         | Manuel Ojeda                       | Nominado  |
| Mejor actriz coestelar     | Patricia Reyes Spíndola            | Ganadora  |
| Mejor revelación masculina | Fabián Robles                      | Nominado  |
| Mejor tema musical         | Daniel Catán                       | Ganador   |
| Mejor dirección de escena  | Gonzalo Martínez Ortega Jorge Fons | Ganadores |
| Mejor dirección de cámaras | Jesús Acuña Lee Carlos Guerra      | Ganadores |
| Mejor escritor             | Enrique Krauze Fausto Zerón Medina | Ganadores |
| Mejor producción           | Carlos Sotomayor                   | Ganador   |

### Premios El Heraldo de México 1995
| Categoría        | Nominado(a)             | Resultado |
| ---------------- | ----------------------- | --------- |
| Mejor telenovela | Ernesto Alonso          | Ganador   |
| Mejor actriz     | Patricia Reyes Spíndola | Nominada  |
| Mejor actor      | Manuel Ojeda            | Ganador   |
| Mejor actor      | Ernesto Gómez Cruz      | Nominado  |
| Mejor actor      | Humberto Zurita         | Nominado  |

### Premios ACE New York 1996
| Categoría                           | Nominado(a)                              | Resultado |
| ----------------------------------- | ---------------------------------------- | --------- |
| Mejor actriz                        | Patricia Reyes Spíndola                  | Ganadora  |
| Mejor programa cultural dramatizado | Carlos Sotomayor Gonzalo Martínez Ortega | Ganadores |